# Wypad (wojsko)
Wypad – sposób zdobywania wiadomości rozpoznawczych. Celem wypadu jest zdobycie jeńców, dokumentów, nowych wzorów uzbrojenia i sprzętu nieprzyjaciela.

## Charakterystyka
Wypad organizuje się zwykle w warunkach bezpośredniej styczności z przeciwnikiem. To działanie bojowe polegające na skrytym podejściu specjalnie wydzielonego do tego celu pododdziału do wcześniej wybranego i rozpoznanego obiektu przeciwnika i wykonaniu na niego niespodziewanego uderzenia. Podstawowym celem wypadu jest schwytanie jeńców, zdobycie dokumentów, wzorów uzbrojenia, sprzętu bojowego lub wyposażenia. W razie potrzeby wypad w ugrupowanie przeciwnika może być organizowany również w celu zniszczenia ważnego obiektu w jego ugrupowaniu. 
Zależnie od potrzeb organizuje się następujące podgrupy: torującą, ubezpieczającą oraz chwytającą (burzącą, rozgradzającą, przeprawową). Przy wykonywaniu przejść w zaporach nieprzyjaciela, do grupy wypadowej mogą być przydzieleni saperzy, a działanie jej być wsparte ogniem artylerii, moździerzy i innych środków ogniowych.
Działanie grupy
Grupa wypadowa działa przeważnie nocą lub w warunkach ograniczonej widoczności. W pierwszej kolejności do obiektu wypadu podchodzi podgrupa torująca. Po otrzymaniu od dowódcy podgrupy sygnału o wykonaniu przejścia wychodzi podgrupa ubezpieczająca, a za nią chwytająca. Następnie podgrupa chwytająca, na ogół bez użycia broni palnej, napada na nieprzyjaciela, chwyta jeńca (zdobywa dokumenty, broń), a podgrupa ubezpieczająca osłania jej działanie i wycofanie. Sygnały wywołania wsparcia ogniowego podaje dowódca grupy wypadowej. Po wykonaniu zadania podgrupa chwytająca z jeńcem, dokumentami (wzorami broni) wycofuje się do rejonu wyjściowego. Następnie wycofuje się podgrupa torująca i ubezpieczająca. Wycofanie wykonuje się w sposób skryty i cichy lub pod osłoną ognia artylerii, moździerzy i innych środków ogniowych.

Po wykonaniu zadania lub w przypadku ujawnienia wypadu, następuje powrót w ugrupowanie wojsk własnych.